# Contea di Curry (Nuovo Messico)
La contea di Curry, in inglese Curry County, è una contea dello Stato del Nuovo Messico, negli Stati Uniti. La popolazione al censimento del 2000 era di 45 044 abitanti. Il capoluogo di contea è Clovis.

## Geografia
La contea si trova nel centro-est della contea, nella regione delle Alte Pianure. Il territorio è prevalentemente pianeggiante con pochi canyon.

### Contee confinanti
- Contea di Deaf Smith (Texas) - nord-est
- Contea di Parmer (Texas) - est
- Contea di Bailey (Texas) - sud-est
- Contea di Roosevelt - sud-ovest
- Contea di Quay - nord-ovest

## Storia
L'area era popolata da circa 10000 anni a.C. e i nativi Comanche la utilizzavano nel XVIII e XIX secolo. La contea fu creata nel 1909 da parti delle contee di Quay e Roosevelt. Deve il suo nome a George Curry, governatore del Nuovo Messico.

## Comuni

### Cities
- Clovis (capoluogo)
- Texico

### Villages
- Grady
- Melrose

### Census-designated place
- Cannon AFB

### Aree non incorporate
- Bellview
- Broadview
- Gallaher
- Pleasant Hill
- Portair
- Ranchvale
- St. Vrain